# Blackbird (The Beatles)
Blackbird is een lied, geschreven door Paul McCartney van The Beatles. Zoals bij alle Beatles-nummers die door McCartney of John Lennon zijn geschreven, wordt het nummer toegeschreven aan Lennon-McCartney. Blackbird verscheen in 1968 op het album The Beatles. Dit album staat ook wel bekend als The White Album.

## Achtergrond
De inspiratie voor de tekst van Blackbird kwam volgens McCartney van de oplopende spanningen door de protesten van de Amerikaanse burgerrechtenbeweging tegen de rassenscheiding in de Verenigde Staten. Waar bandlid John Lennon waarschijnlijk veel directer zou hebben verwezen naar deze problematiek, gebruikte McCartney de 'blackbird' als  metafoor voor een zwarte vrouw, om haar te bemoedigen. In het nummer is op de achtergrond een licht getik te horen, afkomstig van het tikken van McCartneys voet op de maat, dat refereert aan het marcheren van de Afro-Amerikanen.
Voor de muziek liet McCartney zich naar eigen zeggen inspireren door de Bourrée uit de suite in e-kleine terts voor luit BWV 996 van Johann Sebastian Bach. In hun jeugd hadden McCartney en George Harrison dit stuk leren spelen op hun gitaren.

## Opnames
Op 11 juni 1968 nam Paul McCartney Blackbird op in studio twee van de Abbey Road Studios in Londen. Omdat George Harrison en Ringo Starr op dat moment in de Verenigde Staten waren en John Lennon in studio drie Revolution 9 aan het opnemen was, is McCartney de enige Beatle die te horen is in het nummer. Het nummer werd in 32 takes opgenomen. McCartney bespeelde een Martin D 28 akoestische gitaar en zong de tekst van het nummer. Anders dan vaak wordt beweerd, zou het getik op de achtergrond niet het geluid van een metronoom zijn, maar het tikken van McCartney's voet, dat door technicus Geoff Emerick apart werd opgenomen. Aan take 32 werden tijdens het mixen geluiden van een zingende merel toegevoegd uit het geluidsarchief van Abbey Road. De mono-opname van het nummer bevat andere vogelopnames dan de stereo-versie.

## Bezetting
- Paul McCartney - akoestische gitaar, zang, voetgetik

## Hitnotering

### NederlandseSingle Top 100
| Nummer | 91 | 91 | uit |

### Evergreen Top 1000
| Evergreen Top 1000 "Blackbird" | Evergreen Top 1000 "Blackbird" | Evergreen Top 1000 "Blackbird" | Evergreen Top 1000 "Blackbird" | Evergreen Top 1000 "Blackbird" | Evergreen Top 1000 "Blackbird" | Evergreen Top 1000 "Blackbird" | Evergreen Top 1000 "Blackbird" | Evergreen Top 1000 "Blackbird" | Evergreen Top 1000 "Blackbird" | Evergreen Top 1000 "Blackbird" | Evergreen Top 1000 "Blackbird" | Evergreen Top 1000 "Blackbird" | Evergreen Top 1000 "Blackbird" | Evergreen Top 1000 "Blackbird" | Evergreen Top 1000 "Blackbird" | Evergreen Top 1000 "Blackbird" |
| Jaar                           | 2008                           | 2009                           | 2010                           | 2011                           | 2012                           | 2013                           | 2014                           | 2015                           | 2016                           | 2017                           | 2018                           | 2019                           | 2020                           | 2021                           | 2022                           | 2023                           |
| ------------------------------ | ------------------------------ | ------------------------------ | ------------------------------ | ------------------------------ | ------------------------------ | ------------------------------ | ------------------------------ | ------------------------------ | ------------------------------ | ------------------------------ | ------------------------------ | ------------------------------ | ------------------------------ | ------------------------------ | ------------------------------ | ------------------------------ |
| Positie                        | -                              | -                              | -                              | -                              | -                              | -                              | 163                            | 188                            | 113                            | 100                            | 44                             | 86                             | 100                            | 96                             | 125                            | 109                            |

### NPO Radio 2 Top 2000
| Nummer met noteringen in de NPO Radio 2 Top 2000 | '99 | '00 | '01 | '02 | '03 | '04 | '05 | '06 | '07 | '08 | '09 | '10 | '11 | '12 | '13 | '14 | '15 | '16 | '17 | '18 | '19 | '20 | '21 | '22 | '23 | '24 |
| ------------------------------------------------ | --- | --- | --- | --- | --- | --- | --- | --- | --- | --- | --- | --- | --- | --- | --- | --- | --- | --- | --- | --- | --- | --- | --- | --- | --- | --- |
| Blackbird                                        | 413 | 523 | 368 | 330 | 251 | 239 | 460 | 142 | 122 | 164 | 132 | 86  | 90  | 67  | 92  | 108 | 108 | 96  | 121 | 102 | 104 | 110 | 101 | 117 | 126 | 87  |

1. ↑  Een vetgedrukt getal geeft de hoogste notering aan.